# ドヨウオニグモ
ドヨウオニグモ Neoscona adianta (Walckenaer, 1802) は、コガネグモ科のクモである。水田に多く見られる黄色い小型のオニグモ類である。

## 概説
日本の平地にはごく普通のクモで、水田などでよく見かけるクモである。旧北区全体でも草原の普通種である。小型のオニグモ類で、腹部は黄色くて黒い筋模様がある。円網を張るが、その角度は様々。水平に張ることもあり、その際に上面に定位する場合がある。
年に二回発生するが、土用のころに見られることから土用オニグモの名がある。ただしこの名には変遷がある。

## 特徴
体長は雌で5.5-10mm、雄では4-6mm。頭胸部は褐色で、多くの個体で正中線に褐色の細い縦斑、両側に褐色の縁取りが出る。腹部背面は黄色から橙黄色の地色で、中央に色の薄い斑紋、その両外側に対をなす黒斑があり、この組み合わせが次第に小さくなって後ろに繰り返される。後方では左右の黒斑が繋がって黒線になる。
雄は雌を一回り小さく痩せさせた形。

## 分布
日本では北海道、本州、四国、九州と伊豆諸島に分布する。国外では旧北区一帯に広く分布する。

## 生息環境
日本では平地に生息し、水田とその周辺、草原や河原などに見られる。浅間他(2001)は、他に池近くの草原を挙げている。
国外でも草原と農耕地で広く見られる。例えばイランでの綿花畑のクモ相の調査ではもっとも数多い種の一つに挙げられている。中央ロシア高原での調査では、草刈りの入る草原からナラ林に渡る諸条件のある区域で広く見られ、個体数も多かった。より細かな生息環境としては、林縁までは観察されているものの、林下では見られなかった。

## 生態
造網性で、標準的な円網を張る。円網は垂直に張るものから水平に張るものまで、種によってある程度決まっているのが普通だが、本種の場合、垂直から水平まで様々な角度で張る。網にクモがいる場合、クモは網の中心に定位する。特に水平円網を張った場合、この種では網の上面に背中を上に止まる場合がある。円網を張るクモではほとんどが網の下面側に止まり、このように上に乗る例はごく少ない。日本では他にマルゴミグモに見られる。ただし本種の場合、網の下面に止まることもある。これについては網を張った当初は下面に止まり、その後上面に出るとの観察もある。また、網を張り替える際に横糸だけを片付け、残った放射状の縦糸をそのまま使ってそこに横糸を張ることが観察されている。
クモが網にいない場合もある。その場合、クモは網の一端で植物の葉先を折り曲げるようにして糸で縢った住居を造り、そこに潜む。

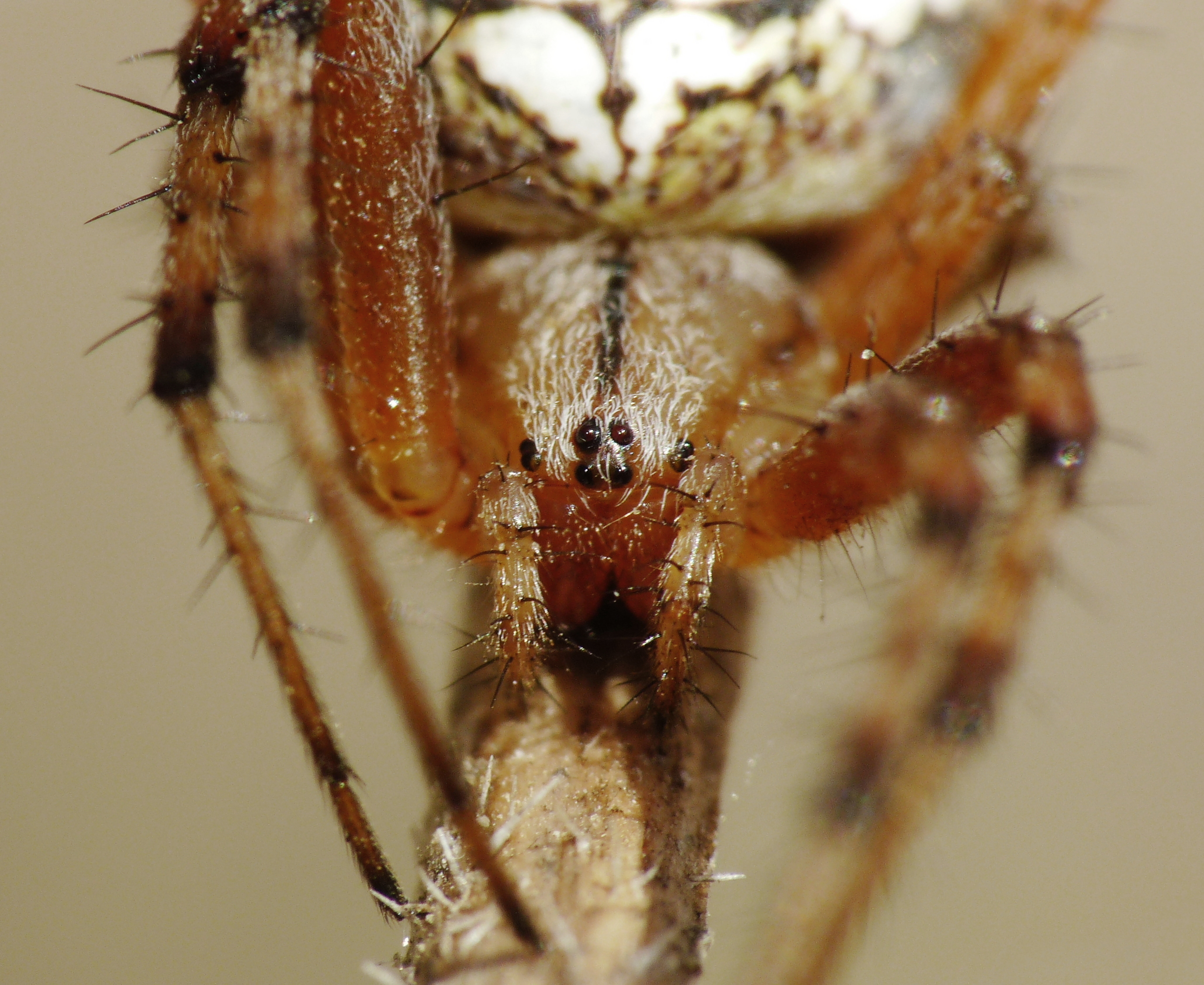
頭胸部拡大図
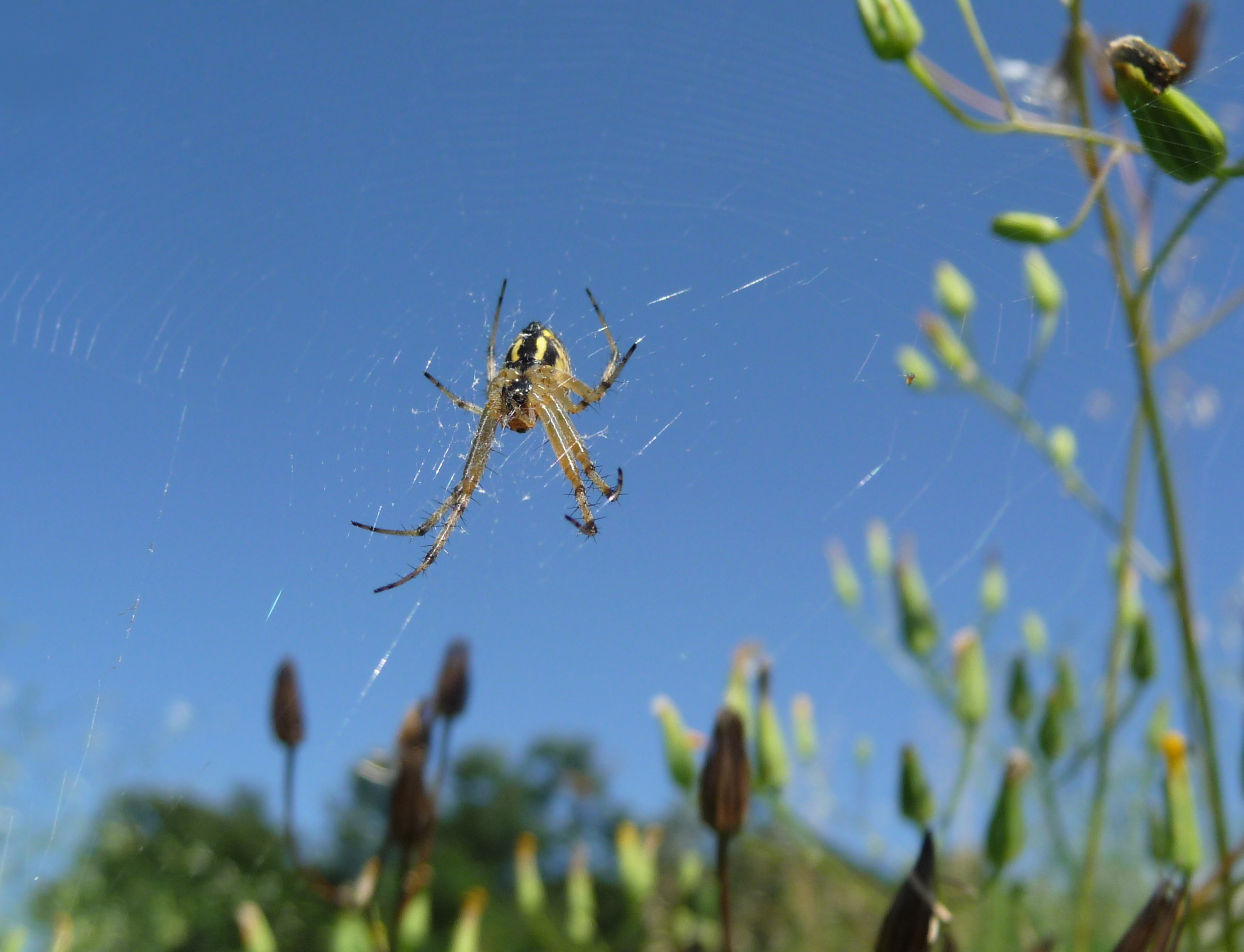
網にいる姿
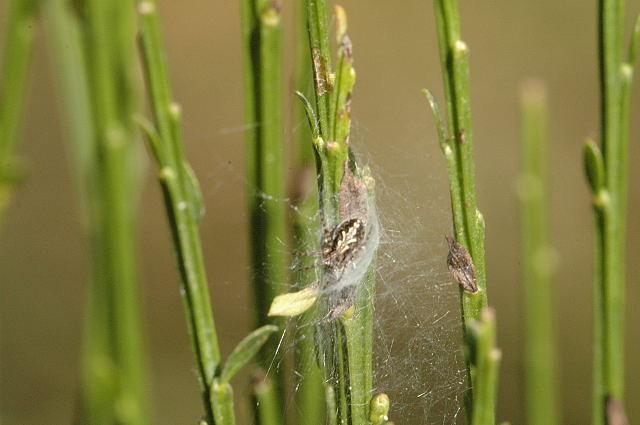
巣にいる姿

## 生活史
一年間に二世代を繰り返す。高知県では幼生越冬で初夏に成熟して7月にはいなくなる。6月下旬から7月上旬に1回目の産卵があり、孵化した幼生は9月下旬から10月には成体になり、第2回の産卵が行われる。第1回も第2回も、1頭の雌は3-5個の卵嚢を作り、卵嚢1個には300個ほどの卵が入っている。

## 分類と名前の経緯
ドヨウオニグモという和名は、この種が土用のころに見られることによる。しかし、この種の和名は元来はドヨウグモであった。この名は元々は Meta doenitzi Boesenberg & Strand に対して与えられた和名であった。例えば湯原(1931)はこれを使用している。だが、彼もこの種の外形が Meta らしくないことを指摘している。その後にこの種の所属する属が Neoscona であるとして移動された。同時にこれが和名で言えばオニグモ類であるとして改名したのがドヨウオニグモであった。
ちなみにMeta の属としての和名はドヨウグモ属であるが、現在は単にドヨウグモという名のクモは存在しない。これはつまり、本種はこの属を追い出されて改名を受けたが、その名をこの属に残していった、と言うことらしい。
他方、Nesocona は和名をヒメオニグモ属と言い、これはN. adianta の和名がヒメオニグモであったことにちなむ。この種はN. doenitzi 以前に記載されてそれぞれ別種と考えられていた。八木沼(1960)にはこの2種が別種としてそれぞれ別ページに彩色図版で掲載されている。
その後、この2種が同種ではないかとの説が浮上する。八木沼(1986)ではヒメオニグモの図版は引っ込められており、北海道産のヒメオニグモとしていたものがドヨウオニグモであること等が述べられている。この時点では日本産は N. doenitzi であるとの判断であったようだが、現在では両者は同種であるとの判断となっている。
ただ、ここでも学名と和名の面白い関係がある。N. doenitzi と N. adianta がシノニム（同物異名）と判断されたことから、先に記載されていた後者が正式の学名となった。だが、和名は前者のものであったドヨウオニグモが使われたのである。そして属名はヒメオニグモ属のままになった。つまり種名をドヨウが取り、消されたヒメの方は属名に残った形である。

## 近似種
同属のものは日本に11種が知られる。その中で、よく似たものとして小野編著(2009)は以下の2種をあげている。
- N. theisi ホシスジオニグモ
- N. amamiensis アマミオニグモ

これらはいずれも本種より褐色が強く、また腹部の斑紋で区別できる。ただし、アマミオニグモはトカラ列島と奄美諸島からしか知られていない。ホシスジオニグモは南西諸島、九州、四国と本州南岸まで生息するが、日本本土においては沿岸部で見られるものである。

## 利害
農耕地に多く見られ、特に水田ではよく見られる種であり、農業害虫の天敵として働いている。ただし、個体数ではコモリグモ科やサラグモ科のものが多く、また円網を張るものでも本種より個体数が多い種があり、天敵としての重要性が特に高いとはされていない。